# Adrian Colbert
Adrian Colbert (Wichita Falls, 6 ottobre 1993) è un giocatore di football americano statunitense che milita nel ruolo di cornerback per i Miami Dolphins della National Football League  (NFL).

## Carriera

### San Francisco 49ers
Colbert al college giocò a football con i Texas Longhorns (2012-2015) e con i Miami Hurricanes (2016). Fu scelto dai San Francisco 49ers nel corso del settimo giro (229º assoluto) del Draft NFL 2017. Debuttò come professionista subentrando nella gara del primo turno contro i Carolina Panthers mettendo a segno un tackle. La sua stagione da rookie si concluse con 37 tackle, 5 passaggi deviati e 2 fumble forzati in 14 presenze, 6 delle quali come titolare.

### Seattle Seahawks
Nel 2019 Colbert firmò con i Seattle Seahawks.

### Miami Dolphins
Il 19 novembre Colbert firmò con la squadra di allenamento dei Miami Dolphins. Il 19 marzo 2020 rifirmò un contratto annuale del valore di 1,7 milioni di dollari. Il 16 agosto 2020 fu svincolato.

### Kansas City Chiefs
Il 22 agosto 2020 Colbert firmò con i Kansas City Chiefs. Fu svincolato il 5 settembre 2020.

### New York Giants
Il 5 settembre 2020 Colbert firmò con i New York Giants.